# Peter Manley
Peter Manley (* 7. März 1962 in Cheam, London) ist ein englischer Dartspieler, der lange Zeit bei der Professional Darts Corporation (PDC) aktiv war. Sein Spitzname lautet „One Dart“, da er dafür bekannt war, Doubles (siehe Darts) mit dem ersten Dart zu treffen.

## Werdegang

### Leben
Manley ist seit vielen Jahren mit seiner Frau Crissy, die ebenfalls Darts spielt, verheiratet. Zusammen haben die beiden zwei Töchter.

### 1990er- und frühe 2000er-Jahre
Manley begann seine Karriere bei der British Darts Organisation (BDO). Sein Bekanntheitsgrad stieg jedoch erst mit seinem Wechsel zur PDC. Dort machte er schnell mit einer Finalteilnahme beim World Matchplay 1999 auf sich aufmerksam. Auf seinem Weg hatte er unter anderem Turnierfavorit Phil Taylor besiegt, musste sich letztlich jedoch Rod Harrington geschlagen geben. In der Finalpartie hätte er zudem beinah das erste Nine dart Finish bei der PDC geworfen, er verfehlte das Bullseye um einige Millimeter. Im selben Jahr hatte er bereits im Finale der PDC-Weltmeisterschaft gestanden. Hier war er Phil Taylor unterlegen. Fortan galt er als einer der Topspieler bei der PDC. Manley erreichte unrühmliche Bekanntheit, als er sich weigerte, Phil Taylor nach seiner 0:7-Niederlage im WM-Finale 2002 die Hand zu geben. Dies führte dazu, dass er von den Fans auf der Bühne viele Jahre lang ausgebuht wurde. Erst 2005, als er „Is This the Way to Amarillo“ von Tony Christie als neues Lied für seine Auftritte wählte, reagierte das Publikum positiver. Zudem hilft ihm das Lied offenbar, unverkrampfter aufzutreten.

### 2006–2008
2006 gelang es Manley erneut in das Finale der PDC-Weltmeisterschaft einzuziehen. Erwähnenswert ist hierbei seine Viertelfinalbegegnung gegen den jungen Adrian Lewis. Lewis, der sich augenscheinlich davon, dass Manley während seines Wurfes sprach, gestört fühlte, verließ beim Stand von 3:1 für Manley aus Protest für einige Minuten die Bühne. Die Begegnung wurde schließlich fortgeführt und Manley setzte sich mit 5:3 durch. Bereits in der vorherigen Partie gegen Dennis Smith hatte es Vorwürfe der Unsportlichkeit gegen Manley gegeben. Im Finale wartete indes erneut Phil Taylor. Manley hatte hier wenig entgegenzusetzen, konnte aber mit einem 141er-Finish, das er über einen ungewöhnlichen Weg (Triple 17, Doppel 20, Bullseye) checkte, glänzen. Dennoch verlor er die Partie wieder mit 0:7 in den Sätzen. Dieses Mal gab es nach der Partie aber einen Handschlag.
Ein Jahr später konnte er beim Masters of Darts 2007 seine Qualitäten zeigen und verlor erst im Finale gegen Raymond van Barneveld. 2008 konnte Manley dann letztmals ordentliche Ergebnisse einspielen. Unter anderem gelang ihm in der Premier League sein zweiter Sieg gegen Phil Taylor vor Fernsehkameras.

### Karriereausklang
Manley gewann letztlich nur ein größeres Turnier bei der PDC, das Las Vegas Desert Classic im Jahre 2003, als er den Kanadier John Part schlug, der zu diesem Zeitpunkt amtierender Weltmeister war. Ihm wird deshalb nachgesagt, sein Potenzial nicht voll ausgeschöpft zu haben. Beim World Grand Prix etwa, scheiterte er fünf Mal im Halbfinale. Nachdem sich Manley bereits einige Jahre formschwach gezeigt hatte, verlor er 2012 seine Tour Card und damit den Status als Profispieler. In den Jahren 2012–2017 versuchte er sich für eine PDC Tour Card zu qualifizieren, blieb jedoch erfolglos.
Über seine Funktion als Spieler hinaus ist Manley seit langer Zeit auch als Spielervertreter bei der Professional Darts Player Association (PDPA) aktiv. Dadurch blieb er dem PDC-Circuit auch über den Verlust der Tour Card hinaus erhalten. Oftmals ist Manley hinter den Kulissen bei Players Championships vor Ort. Außerdem ist er ein gern gesehener Gast in diversen Experten-Interviews.
Aktuell wird Manley nicht mehr in der Order of Merit geführt. Jedoch ist er regelmäßig bei den Turnieren der World Seniors Darts Tour (WSDT) vertreten. So trat er bei der World Seniors Darts Championship 2023 im ersten Spiel gegen Scott Mitchell an. Glänzen konnte er hierbei mit einem 161er-Checkout, insgesamt gewann er jedoch nur zwei Legs und schied somit klar aus.

## Titel

### BDO
- Weitere
  - 1999: England Open
  - 2004: Isle of Man Open

### PDC
- Major
  - Las Vegas Desert Classic: (1) 2003
- Pro Tour
  - Players Championships:
    - Players Championships 2007: 5

  - UK Open Qualifiers:
    - UK Open Qualifiers 2002/03: 2, 5, 8
    - UK Open Qualifiers 2003/04: 2
- Weitere
  - 1999: England Open
  - 2000: Le Skratch Montreal Open
  - 2001: Ireland Open Spring Classic, PDC Northern Ireland Open
  - 2002: Sunparks Masters
  - 2003: PDC Eastbourne Open
  - 2004: Irish Masters
  - 2005: Vauxhall Autumn Open

## Weltmeisterschaftsresultate

### PDC
- 1998: Viertelfinale (3:4-Niederlage gegen  Dennis Priestley)
- 1999: Finale (2:6-Niederlage gegen  Phil Taylor)
- 2000: Halbfinale (2:5-Niederlage gegen  Dennis Priestley)
- 2001: 1. Runde (2:3-Niederlage gegen  Jamie Harvey)
- 2002: Finale (0:7-Niederlage gegen  Phil Taylor)
- 2003: 2. Runde (1:4-Niederlage gegen  Simon Whitlock)
- 2004: Viertelfinale (2:5-Niederlage gegen  Bob Anderson)
- 2005: 3. Runde (2:4-Niederlage gegen  Josephus Schenk)
- 2006: Finale (0:7-Niederlage gegen  Phil Taylor)
- 2007: 2. Runde (3:4-Niederlage gegen  Wynand Havenga)
- 2008: Viertelfinale (4:5-Niederlage gegen  Kirk Shepherd)
- 2009: 1. Runde (2:3-Niederlage gegen  Mensur Suljović)
- 2010: 2. Runde (2:4-Niederlage gegen  Mark Webster)

### WSDT
- 2022: Achtelfinale (1:3-Niederlage gegen  Phil Taylor)
- 2023: 1. Runde (0:3-Niederlage gegen  Scott Mitchell)

## Turnierergebnisse
| Turnier                                    | 1995              | 1996              | 1997                           | 1998                           | 1999                           | 2000                           | 2001                           | 2002                           | 2003                           | 2004                           | 2005                           | 2006                           | 2007                           | 2008                           | 2009                           | 2010                           | 2011                           | ......             | 2022               | 2023               |
| ------------------------------------------ | ----------------- | ----------------- | ------------------------------ | ------------------------------ | ------------------------------ | ------------------------------ | ------------------------------ | ------------------------------ | ------------------------------ | ------------------------------ | ------------------------------ | ------------------------------ | ------------------------------ | ------------------------------ | ------------------------------ | ------------------------------ | ------------------------------ | ------------------ | ------------------ | ------------------ |
| BDO-Major-Turniere                         |                   |                   |                                |                                |                                |                                |                                |                                |                                |                                |                                |                                |                                |                                |                                |                                |                                |                    |                    |                    |
| World Masters                              | n/t               | n/t               | 1R                             | 4R                             | 2R                             | 2R                             | 2R                             | 3R                             | nicht teilgenommen             | nicht teilgenommen             | nicht teilgenommen             | nicht teilgenommen             | nicht teilgenommen             | nicht teilgenommen             | nicht teilgenommen             | nicht teilgenommen             | nicht teilgenommen             | nicht teilgenommen | n/a                | n/a                |
| WDF-Platin-/Major-Turniere                 |                   |                   |                                |                                |                                |                                |                                |                                |                                |                                |                                |                                |                                |                                |                                |                                |                                |                    |                    |                    |
| International League                       | nicht ausgetragen | nicht ausgetragen | nicht ausgetragen              | nicht ausgetragen              | nicht ausgetragen              | nicht ausgetragen              | nicht ausgetragen              | nicht ausgetragen              | nicht teilgenommen             | nicht teilgenommen             | nicht teilgenommen             | nicht teilgenommen             | GP                             | nicht ausgetragen              | nicht ausgetragen              | nicht ausgetragen              | nicht ausgetragen              | nicht ausgetragen  | nicht ausgetragen  | nicht ausgetragen  |
| News of the World Ch'ship                  | n/a               | n/a               | VF                             | nicht ausgetragen              | nicht ausgetragen              | nicht ausgetragen              | nicht ausgetragen              | nicht ausgetragen              | nicht ausgetragen              | nicht ausgetragen              | nicht ausgetragen              | nicht ausgetragen              | nicht ausgetragen              | nicht ausgetragen              | nicht ausgetragen              | nicht ausgetragen              | nicht ausgetragen              | nicht ausgetragen  | nicht ausgetragen  | nicht ausgetragen  |
| European Darts Masters                     | F                 | nicht ausgetragen | nicht ausgetragen              | nicht ausgetragen              | nicht ausgetragen              | nicht ausgetragen              | nicht ausgetragen              | nicht ausgetragen              | nicht ausgetragen              | nicht ausgetragen              | nicht ausgetragen              | nicht ausgetragen              | nicht ausgetragen              | nicht ausgetragen              | nicht ausgetragen              | nicht ausgetragen              | nicht ausgetragen              | nicht ausgetragen  | nicht ausgetragen  | nicht ausgetragen  |
| World Trophy                               | nicht ausgetragen | nicht ausgetragen | nicht ausgetragen              | nicht ausgetragen              | nicht ausgetragen              | nicht ausgetragen              | nicht ausgetragen              | nicht teilgenommen             | nicht teilgenommen             | nicht teilgenommen             | nicht teilgenommen             | 1R                             | VF                             | nicht ausgetragen              | nicht ausgetragen              | nicht ausgetragen              | nicht ausgetragen              | n/t                | n/a                | n/a                |
| Finder Masters                             | unbekannt         | unbekannt         | nicht ausgetragen              | nicht ausgetragen              | nicht ausgetragen              | HF                             | GP                             | nicht teilgenommen             | nicht teilgenommen             | nicht teilgenommen             | nicht teilgenommen             | n/a                            | nicht teilgenommen             | nicht teilgenommen             | nicht teilgenommen             | nicht teilgenommen             | nicht teilgenommen             | nicht teilgenommen | n/a                | n/a                |
| PDC-Ranking-Turniere                       |                   |                   |                                |                                |                                |                                |                                |                                |                                |                                |                                |                                |                                |                                |                                |                                |                                |                    |                    |                    |
| Weltmeisterschaft                          | n/t               | n/t               | VR                             | VF                             | F                              | HF                             | 1R                             | F                              | 2R                             | VF                             | 3R                             | F                              | 2R                             | VF                             | 1R                             | 2R                             | n/q                            | n/q                | n/t                | n/t                |
| UK Open                                    | nicht ausgetragen | nicht ausgetragen | nicht ausgetragen              | nicht ausgetragen              | nicht ausgetragen              | nicht ausgetragen              | nicht ausgetragen              | nicht ausgetragen              | 4R                             | 3R                             | HF                             | 3R                             | 4R                             | 4R                             | 4R                             | 2R                             | 1R                             | n/q                | n/t                | n/t                |
| Las Vegas Desert Classic                   | nicht ausgetragen | nicht ausgetragen | nicht ausgetragen              | nicht ausgetragen              | nicht ausgetragen              | nicht ausgetragen              | nicht ausgetragen              | 1R                             | S                              | AF                             | 1R                             | AF                             | HF                             | HF                             | AF                             | nicht ausgetragen              | nicht ausgetragen              | nicht ausgetragen  | nicht ausgetragen  | nicht ausgetragen  |
| World Matchplay                            | n/t               | AF                | AF                             | VF                             | F                              | 1R                             | 1R                             | 1R                             | HF                             | VF                             | HF                             | 1R                             | 1R                             | AF                             | nicht qualifiziert             | nicht qualifiziert             | nicht qualifiziert             | nicht qualifiziert | n/t                | n/t                |
| World Grand Prix                           | nicht ausgetragen | nicht ausgetragen | nicht ausgetragen              | HF                             | HF                             | HF                             | 1R                             | 1R                             | HF                             | AF                             | AF                             | HF                             | 1R                             | 1R                             | nicht qualifiziert             | nicht qualifiziert             | nicht qualifiziert             | nicht qualifiziert | n/t                | n/t                |
| European Championship                      | nicht ausgetragen | nicht ausgetragen | nicht ausgetragen              | nicht ausgetragen              | nicht ausgetragen              | nicht ausgetragen              | nicht ausgetragen              | nicht ausgetragen              | nicht ausgetragen              | nicht ausgetragen              | nicht ausgetragen              | nicht ausgetragen              | nicht ausgetragen              | HF                             | nicht qualifiziert             | nicht qualifiziert             | nicht qualifiziert             | n/t                | n/t                | n/t                |
| Players Championship Finals                | nicht ausgetragen | nicht ausgetragen | nicht ausgetragen              | nicht ausgetragen              | nicht ausgetragen              | nicht ausgetragen              | nicht ausgetragen              | nicht ausgetragen              | nicht ausgetragen              | nicht ausgetragen              | nicht ausgetragen              | nicht ausgetragen              | nicht ausgetragen              | nicht ausgetragen              | 1R                             | 1R                             | n/q                            | n/q                | n/t                | n/t                |
| PDC-Turniere ohne Einfluss auf das Ranking |                   |                   |                                |                                |                                |                                |                                |                                |                                |                                |                                |                                |                                |                                |                                |                                |                                |                    |                    |                    |
| Masters of Darts                           | nicht ausgetragen | nicht ausgetragen | nicht ausgetragen              | nicht ausgetragen              | nicht ausgetragen              | nicht ausgetragen              | nicht ausgetragen              | nicht ausgetragen              | nicht ausgetragen              | nicht ausgetragen              | n/t                            | n/a                            | F                              | nicht ausgetragen              | nicht ausgetragen              | nicht ausgetragen              | nicht ausgetragen              | nicht ausgetragen  | nicht ausgetragen  | nicht ausgetragen  |
| US Open                                    | nicht ausgetragen | nicht ausgetragen | nicht ausgetragen              | nicht ausgetragen              | nicht ausgetragen              | nicht ausgetragen              | nicht ausgetragen              | nicht ausgetragen              | nicht ausgetragen              | nicht ausgetragen              | nicht ausgetragen              | VF                             | AF                             | n/t                            | nicht ausgetragen              | nicht ausgetragen              | nicht ausgetragen              | nicht ausgetragen  | nicht ausgetragen  | nicht ausgetragen  |
| Premier League Darts                       | nicht ausgetragen | nicht ausgetragen | nicht ausgetragen              | nicht ausgetragen              | nicht ausgetragen              | nicht ausgetragen              | nicht ausgetragen              | nicht ausgetragen              | nicht ausgetragen              | nicht ausgetragen              | HF                             | 6.                             | 6.                             | 6.                             | nicht eingeladen               | nicht eingeladen               | nicht eingeladen               | nicht eingeladen   | nicht eingeladen   | nicht eingeladen   |
| Championship League                        | nicht ausgetragen | nicht ausgetragen | nicht ausgetragen              | nicht ausgetragen              | nicht ausgetragen              | nicht ausgetragen              | nicht ausgetragen              | nicht ausgetragen              | nicht ausgetragen              | nicht ausgetragen              | nicht ausgetragen              | nicht ausgetragen              | nicht ausgetragen              | GP                             | GP                             | n/t                            | n/t                            | n/t                | n/a                | n/a                |
| Grand Slam of Darts                        | nicht ausgetragen | nicht ausgetragen | nicht ausgetragen              | nicht ausgetragen              | nicht ausgetragen              | nicht ausgetragen              | nicht ausgetragen              | nicht ausgetragen              | nicht ausgetragen              | nicht ausgetragen              | nicht ausgetragen              | nicht ausgetragen              | GP                             | nicht qualifiziert             | nicht qualifiziert             | nicht qualifiziert             | nicht qualifiziert             | nicht qualifiziert | nicht qualifiziert | nicht qualifiziert |
| WSDT-Major-Turniere (Senioren-Tour)        |                   |                   |                                |                                |                                |                                |                                |                                |                                |                                |                                |                                |                                |                                |                                |                                |                                |                    |                    |                    |
| Weltmeisterschaft                          | nicht ausgetragen | nicht ausgetragen | nicht ausgetragen              | nicht ausgetragen              | nicht ausgetragen              | nicht ausgetragen              | nicht ausgetragen              | nicht ausgetragen              | nicht ausgetragen              | nicht ausgetragen              | nicht ausgetragen              | nicht ausgetragen              | nicht ausgetragen              | nicht ausgetragen              | nicht ausgetragen              | nicht ausgetragen              | nicht ausgetragen              | nicht ausgetragen  | AF                 | 1R                 |
| Matchplay                                  | nicht ausgetragen | nicht ausgetragen | nicht ausgetragen              | nicht ausgetragen              | nicht ausgetragen              | nicht ausgetragen              | nicht ausgetragen              | nicht ausgetragen              | nicht ausgetragen              | nicht ausgetragen              | nicht ausgetragen              | nicht ausgetragen              | nicht ausgetragen              | nicht ausgetragen              | nicht ausgetragen              | nicht ausgetragen              | nicht ausgetragen              | nicht ausgetragen  | VF                 | n/t                |
| Karrierestatistiken                        |                   |                   |                                |                                |                                |                                |                                |                                |                                |                                |                                |                                |                                |                                |                                |                                |                                |                    |                    |                    |
| Jahresendplatzierung                       | unbekannt         | unbekannt         | 7                              | 4                              | 1                              | 1                              | 4                              | 6                              | 3                              | 3                              | 5                              | 7                              | 5                              | 13                             | 20                             | 38                             | 93                             | –                  | unbekannt          | unbekannt          |
| Verband                                    | BDO               | BDO               | Professional Darts Corporation | Professional Darts Corporation | Professional Darts Corporation | Professional Darts Corporation | Professional Darts Corporation | Professional Darts Corporation | Professional Darts Corporation | Professional Darts Corporation | Professional Darts Corporation | Professional Darts Corporation | Professional Darts Corporation | Professional Darts Corporation | Professional Darts Corporation | Professional Darts Corporation | Professional Darts Corporation | –                  | WSDT               | WSDT               |

| Legende zu den Turnierergebnissen | Legende zu den Turnierergebnissen | Legende zu den Turnierergebnissen | Legende zu den Turnierergebnissen | Legende zu den Turnierergebnissen | Legende zu den Turnierergebnissen | Legende zu den Turnierergebnissen | Legende zu den Turnierergebnissen | Legende zu den Turnierergebnissen | Legende zu den Turnierergebnissen |
| --------------------------------- | --------------------------------- | --------------------------------- | --------------------------------- | --------------------------------- | --------------------------------- | --------------------------------- | --------------------------------- | --------------------------------- | --------------------------------- |
| n/t                               | nicht teilgenommen                | n/q                               | nicht qualifiziert                | n/a                               | nicht ausgetragen                 | #R                                | Aus in jeweiliger Runde           | GP                                | Aus in der Gruppenphase           |
| AF                                | Achtelfinalist                    | VF                                | Viertelfinalist                   | HF                                | Halbfinalist                      | F                                 | Turnierfinalist                   | S                                 | Turniersieger                     |